# Daviesia corymbosa
Daviesia corymbosa är en ärtväxtart som beskrevs av James Edward Smith. Daviesia corymbosa ingår i släktet Daviesia, och familjen ärtväxter. Inga underarter finns listade i Catalogue of Life.